# Territorialhavet

Territorialhavets läge inom Helsingfors kommungräns

Territorialhavet (i Helsingfors) (fi. (Helsingin) Aluemeri) är en geografisk administrativ enhet i Helsingfors stad som omfattar de yttre havsområdena inom Helsingfors stads gränser. Förutom Gråsjälsbådan är de enda objekt ovanför havsytan olika navigeringsmärken, såsom fyren Helsingfors kassun. 
Territorialhavets södra gräns är Finlands territorialvattengräns och den norra den inre territorialvattengränsen. Gränsen går på den södra sidan av Gråskälsbådan och Västertokan. Yttergränsen för Finlands fiskezon ligger ytterligare en bit söder om denna gräns. Terrotorialhavet utvidgades till en 12 sjömil (22,2 km) bred zon år 1998 då kustkommunernas kommungränser drogs längs med den yttre territorialvattengränsen. I praktiken varierar zonens bredd. 
Delar av Helsingfors territorialhav fungerar som skjutområde för armén; båtförare som ämnar till dessa områden bör ta reda på huruvida skjutning med skarp ammunition sker. 